# Шматенко Юлія Олександрівна
Ю́лія Олекса́ндрівна Шмате́нко (* 1991) — українська бігунка на середні та довгі дистанції.

## З життєпису
Народилась 1991 року. Представляє Херсонську область.
Чемпіонат України з легкої атлетики 2013 — крос 4 км; золото.
Чемпіонат України з легкої атлетики 2015 — 5000 метрів; бронзова нагорода.
Чемпіонат України з легкої атлетики 2016 — 5000 метрів; срібло.
Чемпіонат України з легкої атлетики 2018 — 5000 метрів; срібло.
Чемпіонат України з легкої атлетики 2020 — 5000 метрів; золото.
На командному чемпіонаті Європи 2017 року здобула срібну медель на дистанції 5000 м — першою була іспанка Ана Лозано; бронзову сходинку посіла німкеня Аліна Ре.
Станом на 2021 рік — спортсмен-інструктор.